# Marktrodach
Marktrodach är en köping (Markt) i Landkreis Kronach i Regierungsbezirk Oberfranken i förbundslandet Bayern i Tyskland.
Köpingen bildades 1 maj 1978 genom en sammanslagning av köpingen Seibelsdorf och kommunerna Großvichtach, Oberrodach, Unterrodach och Zeyern.